# Мошков, Семён Лукич
Мошков Семён Лукич (3 августа 1921 года — 10 мая 1969 года) — стрелок разведывательной роты, ефрейтор, участник Великой Отечественной войны, полный кавалер Ордена Славы. Воевал на Карельском и 2-м Белорусском фронтах.

## Биография
Родился в Архангельской области, Беломорском районе (сейчас Приморский район) в деревне Уна. Получил пятиклассное образование. Трудился в местном отделении связи рабочим. Призван в ряды Красной армии в 1940 году.
Начинал военную службу стрелком отдельной разведывательной роты. С сентября 1941 года принимал участие в военных действиях на фронтах Великой Отечественной войны. Входил в состав 293-й роты 205-й стрелковой дивизии в 26-й армии на Карельском фронте.
По окончании Великой Отечественной войны демобилизован в 1946 году. В мирное время трудился в должности специалиста младшего руководящего звена в Северном морском пароходстве. Проживал в Архангельске. Умер в 1969 году. На родном доме в деревне Уна установлена мемориальная доска. В 1977 году один из теплоходов Дальневосточного морского пароходства получил имя «Боцман Мошков».

## Награждения орденами Славы
Рядовой Мошков Семён Лукич неоднократно принимал участие в ночных поисках и боях на переднем крае на кандалашском и кестеньгском направлениях в Северной Карелии. Участвовал в 4-х разведках боем в составе захватывающих групп. Был дважды ранен. Награждён орденом Славы 3-й степени приказом № 49529 от 4 мая 1944 года.

Ефрейтор Мошков Семён Лукич 26 февраля 1945 года в бою за Гданьский порт уничтожил 7 гитлеровских солдат. Одним из первых ворвался в здание, уничтожил находившихся там фашистских солдат и захватил пулемёт. Награждён орденом Славы 2-й степени приказом № 13779 от 11 апреля 1945 года.

Красноармеец Мошков Семён Лукич 24 марта 1945 года в окрестностях польского города Гдыня (немецкое название: Gotenhafen) занял траншею противника, уничтожил несколько немецких солдат и способствовал захвату важной стратегической высоты.
Награждён повторно орденом Славы 2-й степени приказом от 7 мая 1945 года .

Полным кавалером Ордена Славы становится в 1955 году.
Указом № 2381 Президиума Верховного Совета СССР от 19 августа 1955 года в порядке перенаграждения награжден орденом Славы 1-й степени.